# 리비 스텁스

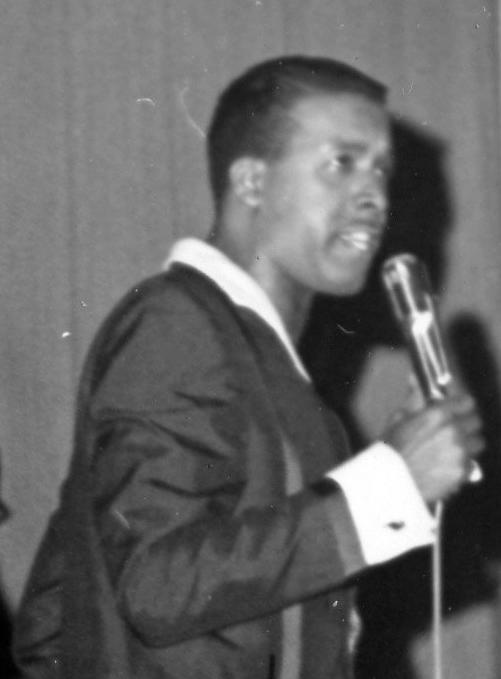
1967년 공연 모습

리비 스텁스(Levi Stubbs, 1936년 6월 6일 ~ 2008년 10월 17일)는 미국인 바리톤 가수이다. 리듬 앤 블루스 그룹 포 탑스의 리드 보컬을 맡았으며 1960년대와 1970년대에 다양한 모타운 히트곡들을 냈다.

## 사망
1995년에 암 진단을 받고 2000년에 뇌졸중으로 더는 포 탑스 활동이 불가했다. 2008년 10월 17일 디트로이트의 자신의 집에서 사망했다.

## 참여 작품

### 영화
- 흡혈 식물 대소동 (1986년 영화)